# Günther Weitzel

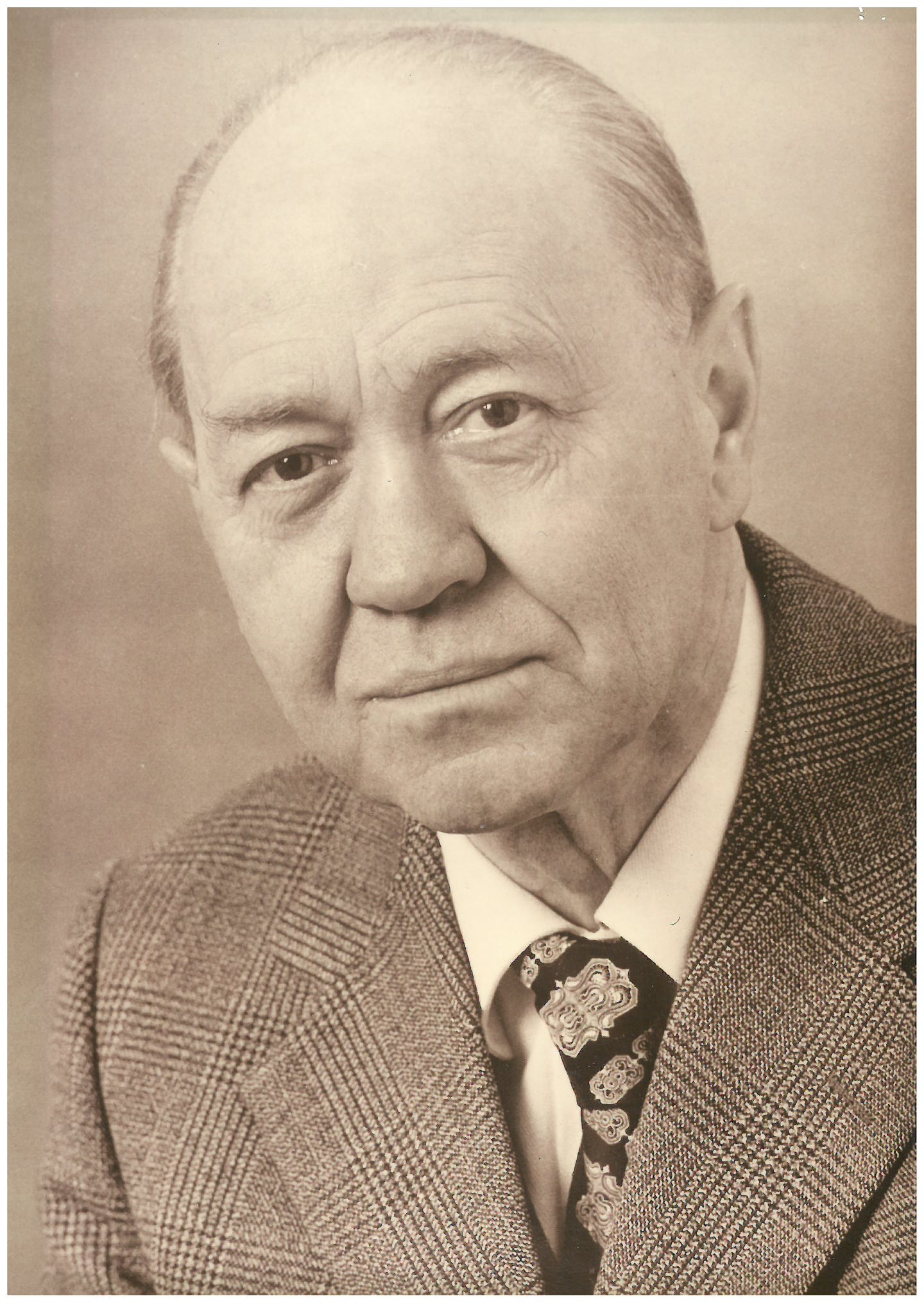
Günther Weitzel, Gründer des ersten Studiengangs für Biochemie

Karl Günther Weitzel (* 10. Mai 1915 in Leipzig; † 29. Juni 1984 in Tübingen) war ein deutscher Biochemiker und Hochschullehrer. Er gründete im Jahr 1962 an der Universität Tübingen den weltweit ersten Studiengang für Biochemie, damals neu als „Diplomstudium für physiologische Chemie und Biochemie“ eingeführt. Weitzel war ein Enkel Carl Georg Weitzels, des Gründers des Technikums Mittweida.

## Leben
Günther Weitzel legte 1934 die Reifeprüfung an der Nikolaischule in Leipzig ab und begann 1935, ebenfalls in Leipzig, das Medizinstudium. In 1937 begann Weitzel gleichzeitig zum Studium der Medizin das Studium der Chemie.
Weitzel bestand 1940 das medizinische Staatsexamen und promovierte 1941 zum Dr. med. Im Jahr 1942 schloss Weitzel das Studium der Chemie mit dem Diplom ab und war in der Folge als Assistent am physiologisch chemischen Institut der Universität Leipzig beschäftigt. Im Jahr 1945 promovierte Weitzel mit seinen Arbeiten zur Chemie verzweigter Dicarbonsäuren unter Prof. Karl Thomas zum Dr. rer. nat. in Chemie.
Günther Weitzel wechselte 1946 an die Universität Erlangen und 1949 weiter an die erst 1947 neu eingerichtete Medizinische Forschungsanstalt der Max-Planck-Gesellschaft in Göttingen (das heutige Max-Planck-Institut für experimentelle Medizin). Zunächst als Assistent angestellt wurde Weitzel später Abteilungsleiter und Wissenschaftliches Mitglied der Max-Planck-Gesellschaft, 1951 habilitierte sich Weitzel für Physiologische Chemie.
1954 folgte Weitzel einem Ruf der Universität Gießen auf den ordentlichen Lehrstuhl für Physiologische Chemie als Nachfolger von Robert Feulgen.
Im Jahr 1957 folgte Weitzel einem Ruf der Universität Tübingen als Nachfolger von Nobelpreisträger Adolf Butenandt.
In den Berufungsverhandlungen mit der Universität Tübingen konnte Weitzel einen großzügigen Neubau des Physiologisch-Chemischen Instituts durchsetzen, der 1964 bezogen werden konnte. Weiter erreichte Weitzel im Jahr 1962 die Einrichtung des weltweit ersten eigenständigen Studiengangs für Biochemie mit festgelegter Prüfungsordnung und dem anerkannten Abschlussgrad Diplom-Biochemiker.
1966 wurde Weitzel Mitherausgeber von Hoppe-Seylers Zeitschrift für Physiologische Chemie (heute: Biological Chemistry) und war wesentlich an der neuen Gestaltung des Journals ab 1967 beteiligt.
Weitzel war Autor, Koautor oder Betreuer von über 200 wissenschaftlichen Publikationen, die Arbeitsgebiete reichen von der Erforschung biologisch relevanter Spurenelemente und Vitamine über synthetische insulinartige Substanzen bis zu grundlegenden Mechanismen der Chemotherapie gegen Krebs. Neben wissenschaftlichen Publikationen kümmerte sich Weitzel auch um populär-wissenschaftliche Beiträge und erreichte bereits 1964 mit visionären Vorhersagen zur Entwicklung der Genetik bis hin zur synthetischen Biologie, etwa in einem Aufsatz zu „weltanschaulichen Aspekten der Biochemie“, ein großes Publikum.
Weitzel wurde 1980 emeritiert und starb im Jahr 1984 im Alter von 69 Jahren.